# Mouvement démocrate orange
Pour les articles homonymes, voir Parti démocrate et Orange.
Le Mouvement démocrate orange (en anglais Orange Democratic Movement, en abrégé ODM) est un parti politique libéral du Kenya membre du Réseau libéral africain (en).
Officiellement créé par Raila Odinga en mars 2006, sa devise, en swahili, est « Chungwa moja, maisha bora! », ce qui peut être traduit par « Une orange pour une vie meilleure ! ».

## Histoire

### Origine
L'ODM est né à la suite du limogeage de l'ensemble du gouvernement kényan le 23 novembre 2005 par le président Mwai Kibaki en réaction au refus populaire à propos de sa réforme de la Constitution lors du référendum deux jours plus tôt. L'homme politique Raila Odinga décide alors d'être candidat à la prochaine élection présidentielle et crée le parti qui devient officiel en mars 2006. Le nom « Orange » provient des cartes de vote du référendum, où un « oui » était représenté par une banane et un « non » par une orange.

### Législature 2002 - 2007
En août 2007, à la suite de dissensions internes et sous l'impulsion de Kalonzo Musyoka, certains membres de l'ODM  forment un nouveau parti : l'Orange Democratic Movement–Kenya (ODM-Kenya). L'ODM reste dirigé par Raila Odinga et l'ODM-Kenya l'est par Kalonzo Musyoka.
Si Raila Odinga perd l'élection présidentielle du 7 décembre 2007 face à Mwai Kibaki, l'ODM devient le premier parti du pays avec 105 sièges de députés sur 222 à l'Assemblée nationale.

### Législature 2007 - 2013
Lorsque Odinga devient Premier ministre, le 17 avril 2008, celui-ci annonce qu'il ne se représentera pas à la prochaine élection pour la présidence du parti. Le nouvel élu par l'assemblée générale des membres en décembre 2008 est Henry Kosgey (en) qui est un proche de Raila Odinga.
Le 15 décembre 2010, Henry Kosgey, qui est aussi le ministre de l'Industrialisation en place, est précisément nommé par le procureur de la CPI, Luis Moreno Ocampo, comme étant un des six principaux accusés des crimes contre l'humanité commis lors des violences postélectorales de 2007-2008. Le 4 janvier 2011, accusé de corruption dans une affaire d'importation d'automobiles, il démissionne de son poste de ministre de l'Industrialisation mais reste président du parti.
La conférence nationale des délégués de l'ODM du 7 décembre 2012 désigne officiellement Raila Odinga comme leur candidat à la prochaine élection présidentielle.
Afin de contrecarrer les autres coalitions politiques, l'ODM forme, elle aussi, une alliance avec le WDM-K de Kalonzo Musyoka et le FORD-K de Moses Wetangula. Cette alliance est appelée Coalition for Reforms and Democracy (CORD) avec Odinga pour seul candidat à l'élection présidentielle.
Selon la Constitution, pour l'emporter au premier tour, un candidat doit réunir au moins 25 % des votes dans au moins 24 comtés différents et 50 % de l'ensemble des votes plus un (majorité absolue). Deux d'entre eux obtiennent ensemble 93,38 % des 12 330 028 bulletins de vote déposés : le vice-premier ministre et ministre des Finances sortant Uhuru Kenyatta et Raila Odinga. Raila obtient 43,31 % du total des suffrages et, au moins, 25 % dans 30 comtés différents. Kenyatta récolte 50,07 % et, au moins, 25 % dans 42 comtés différents ce qui, dès le premier tour, en fait le président élu de la république du Kenya.
Raila Oginga, conformément à la possibilité donnée par l'article 140.1 de la Constitution, dépose, en date du 16 mars 2013 une pétition à la Cour suprême pour contester la validité du scrutin présidentiel arguant des bourrages d'urnes, les dysfonctionnements du système électronique de transmission vers l'IEBC et l'inorganisation de cette dernière, tandis que la Cord, conformément à la possibilité donnée par l'article 87 de la Constitution, en dépose une autre, mettant en cause la validité des scrutins législatifs pour l'Assemblée nationale, à la Haute cour de Milimani (Nairobi) le 13 mars 2013.

### Législature 2013 - 2018
l'ODM reste le premier parti du pays avec 96 sièges de députés sur 349 à l'Assemblée nationale mais partage cette première place avec The National Alliance au Sénat chacun ayant 17 sénateurs sur 67.

## Personnalités liées à l'ODM
- Henry Kosgey ;
- Peter Anyang' Nyong'o ;
- Kenneth Marende ;
- Kalonzo Musyoka ;
- Raila Odinga ;
- William Ruto ;
- David Kimutai Too ;
- Melitus Mugabe Were.